# Бадиан Куяте, Сейду
Сейду Бадиан Куяте (Куйате, фр. Seydou Badian Kouyaté; 10 апреля 1928, Бамако, Французский Судан — 28 декабря 2018) — малийский писатель и политический деятель. Автор текста к гимну Мали «Le Mali».

## Биография
Сейду Бадиан Куяте родился в Бамако и изучал медицину в университете Монпелье во Франции, а затем вернулся в Мали, где работал врачом и активно участвовал в деятельности политич. партии Суданский союз — Африканское демократическое объединение.
При президенте Модибо Кейте он написал слова для государственного гимна Мали «Le Mali» и в 1960—1968 годах занимал пост министра сельского хозяйства и планирования, а 17 сентября 1962 года был назначен министром развития (экономической и финансовой координации). однако после государственного переворота 1968 года и прихода к власти президента Муссы Траоре он был интернирован (депортирован в Кидаль), а после освобождения в 1975 году выслан из страны, осев в Дакаре (Сенегал).
Был кандидатом на президентских выборах 1997 года против действующего президента Альфы Умара Конаре, снял свою кандидатуру из-за административного ресурса главы государства («плохой организации выборов»). Связанный с самого начала с Суданским союзом — Африканским демократическим объединением, он был исключен из партии в следующем, 1998 году.
Куяте также завоевал международное признание как писатель. Его повесть «В грозу», опубликованная в 1957 году, еще до провозглашения независимости страны, считается первым прозаическим произведения литературы Мали. Она отображает обстановку, предшествовавшую политическим изменениям в жизни страны, и выявляет внутренние противоречия африканского общества. За этим последовали антиколониальная историческая драма «Смерть Чаки» (1962) и эссе «Африканские руководители лицом к своему народу» (1964), а также два романа, «Кровоточащие маски» (1976, русский перевод 1980) и «Священные свадьбы» (1977). В 2007 году был опубликован его последний роман «Сезон ловушек».
В марте 2018 года Сейду Бадиан Куяте был удостоен Гран-при Mécènes GPLA 2017 как дань всей его библиографической карьере.

## Произведения
- 1957: Sous l’orage
- 1965: Les Dirigeants africains face à leurs peuples
- 1976: Le Sang des masques
- 1977: Noces sacrées
- 2007: La Saison des pièges, Nouvelles éditions ivoiriennes и Présence africaine